# 岩出山城

伊達政宗 平和像

岩出山城（いわでやまじょう）は、陸奥国（のち陸前国）玉造郡（現・宮城県大崎市）にあった日本の城（一国一城令ののち要害）。伊達氏以前は「岩手沢城」と呼ばれており、古くは足利氏一門で奥州探題であった大崎氏の家臣氏家氏の居城であった。

## 歴史・沿革
1590年（天正18年）小田原城攻略後の豊臣秀吉は、奥州仕置を行う。
これにより旧葛西・大崎領12郡は木村吉清・清久父子の領となるが、検地・刀狩りなどへの不満から一揆が発生する（葛西大崎一揆）。
この一揆への関与を疑われた伊達政宗は秀吉により無罪とされるものの、翌1591年（天正19年）に、米沢から葛西・大崎旧領に移封されることとなる。
移封に先立ち、当時奥州の検地を行っていた徳川家康は岩手沢城に約40日滞在し、その間に城の縄張りや改修修築を行った後に伊達政宗への引渡しを行ったと言われる。
尚この時に「岩手沢」から「岩出山」へと改められた。
以後仙台城築城までの12年間伊達政宗の居城となる（この時期、伊達政宗は「大崎少将」を名乗った）。
岩出山は奥大道の経路から外れており、1601年（慶長5年）より政宗は仙台城を築き、移った。その後、岩出山城は政宗の四男の宗泰を初代とする岩出山伊達家が居住する要害になり、明治維新までつづいた。
なお、岩出山城には仙台藩の藩校のひとつである有備館が置かれ、庭園とともに史跡に指定されている。有備館の建物は現存する最古の藩校とされる。
現在、城跡には有備館のほかに曲輪跡の平坦や土塁、大空堀、堀切、石垣を伴う虎口、が残るが、公園として手が加えられ過ぎている反面、城跡としての説明版などの整備は欠けている。また、城山公園、宮城県岩出山高等学校と大崎市立岩出山小学校として利用されている。
城山公園には伊達政宗のコンクリート像（平和像）がある。これはもともと第2次世界大戦における金属類回収令で銅像を失った仙台城跡に置かれていたものだが、1962年に移設されたものである。仙台城の騎馬像に対して、岩出山城の平和像は起立した形で、1954年に柳原義達が製作し、小野田セメントが材料を無償で提供した。

## 交通アクセス
鉄道
- JR陸羽東線 岩出山駅または有備館駅より徒歩約15分

自動車
- 東北自動車道 古川ICより車で約20分

## 城郭遺構

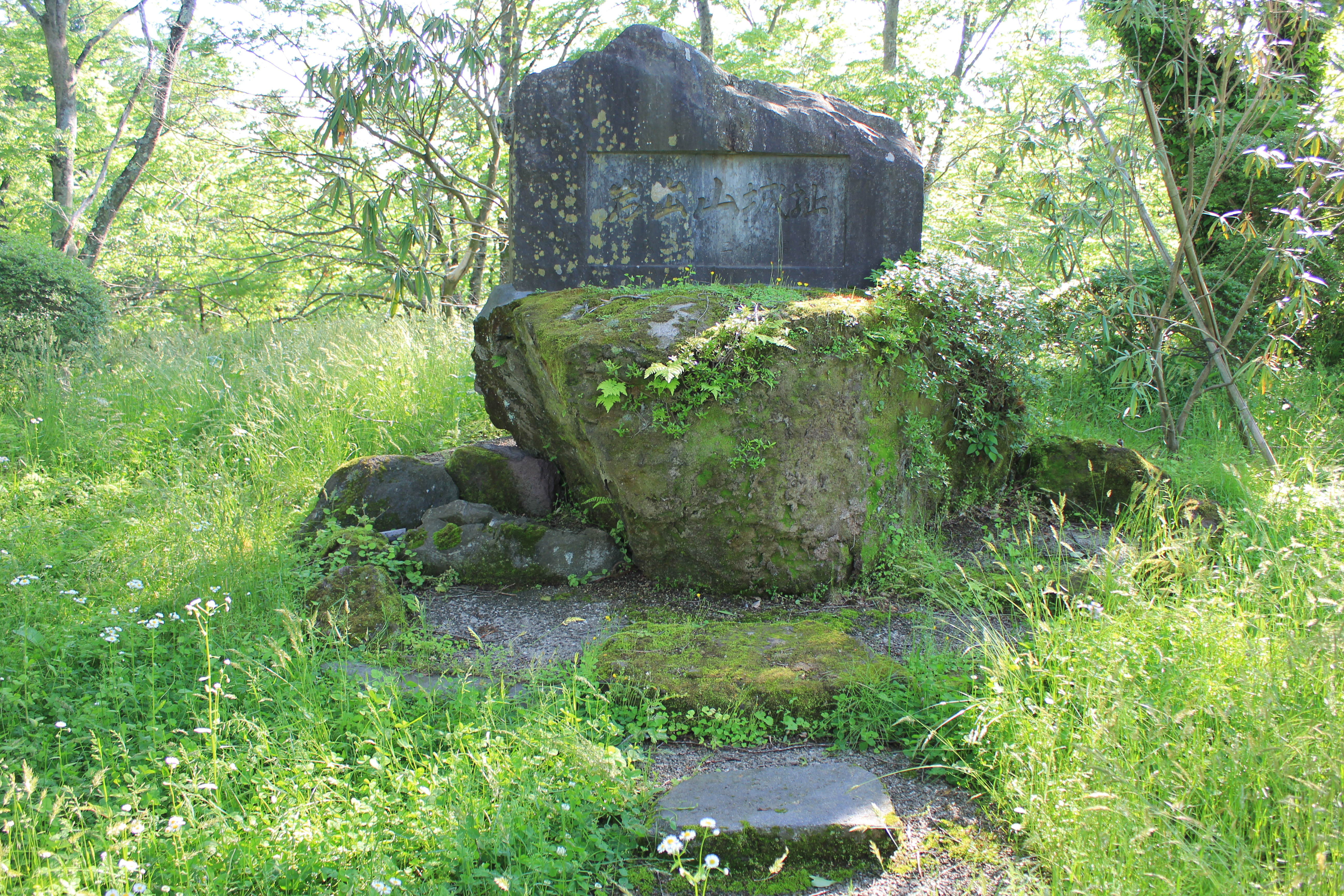
岩出山城 石碑
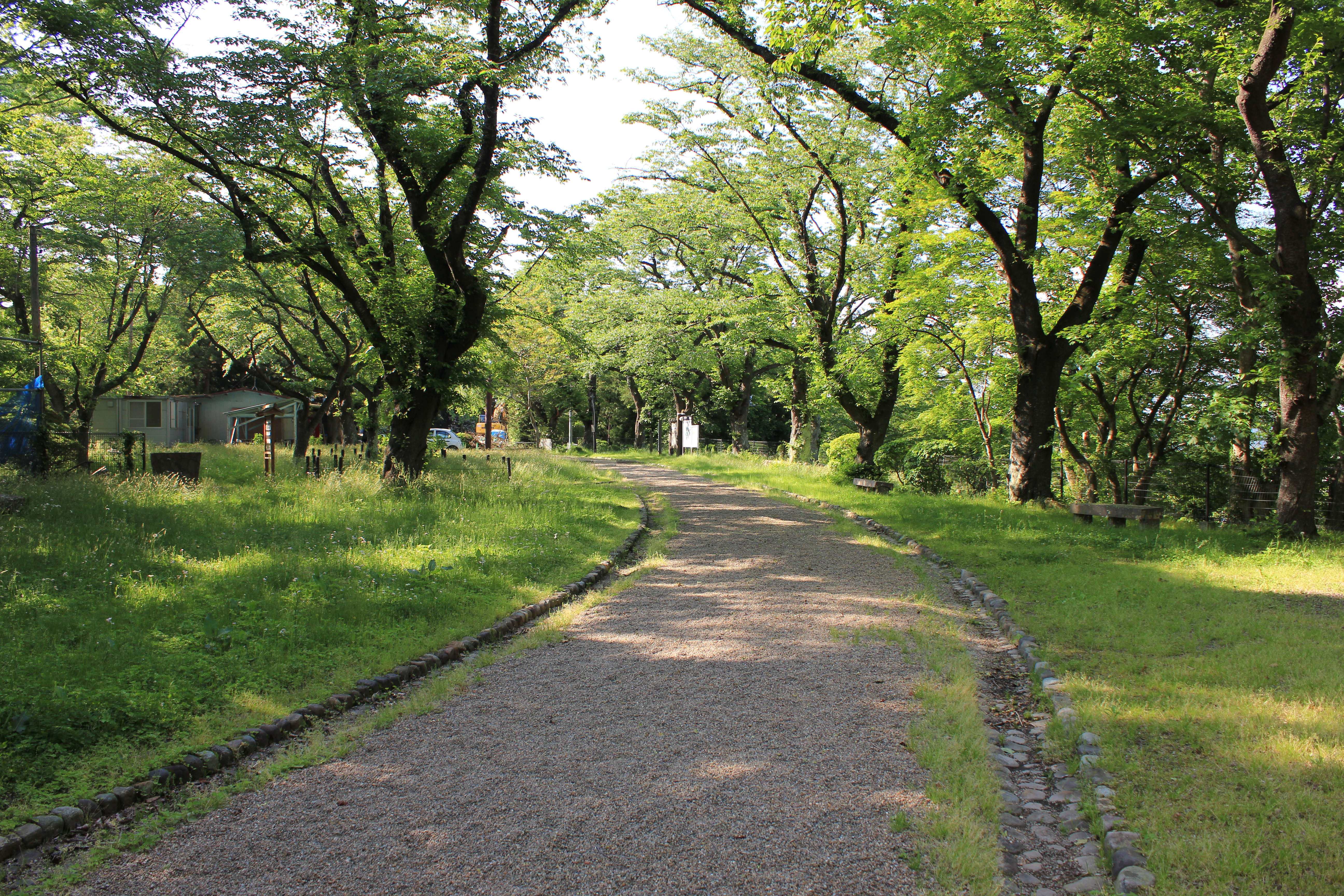
本丸跡
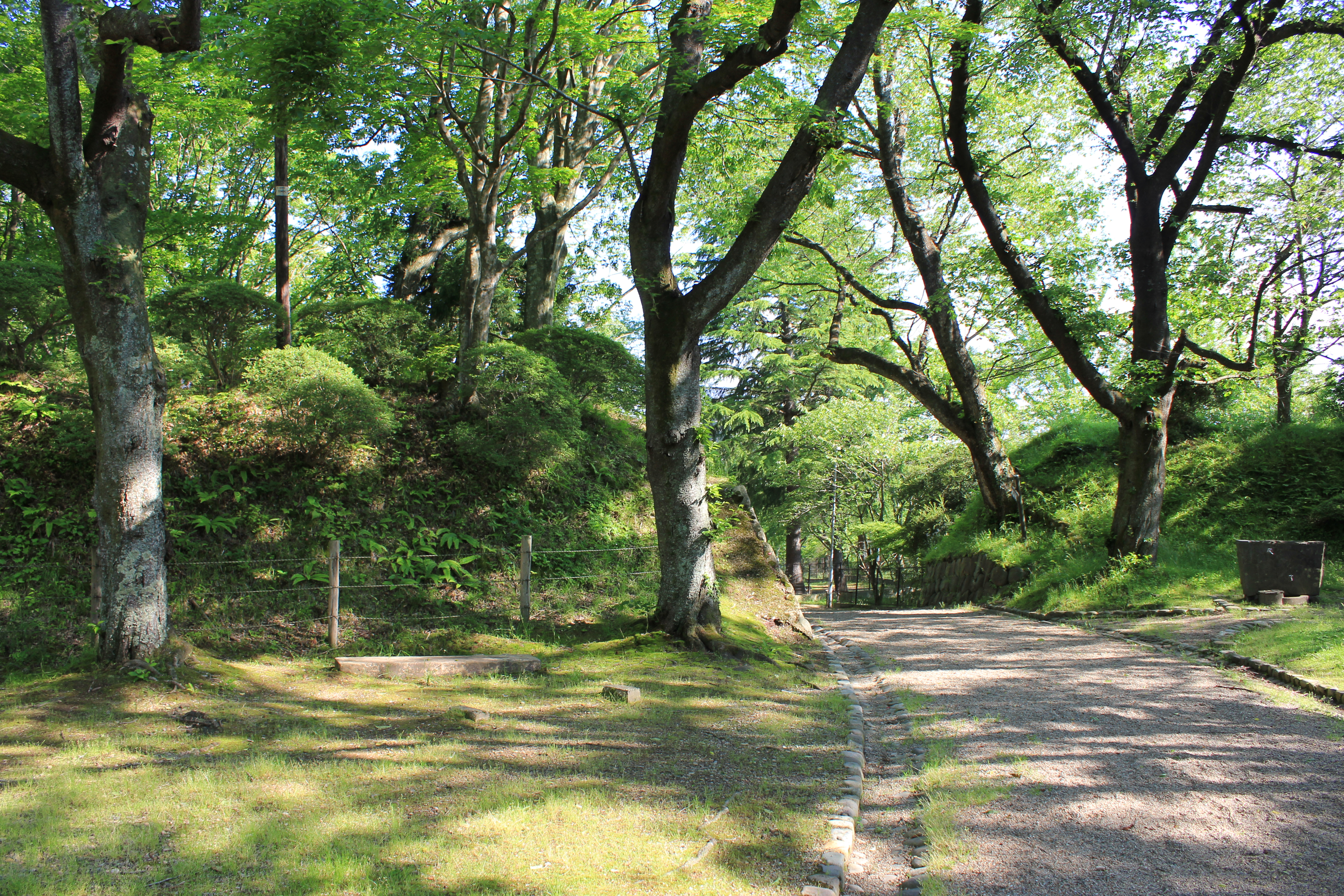
本丸内門跡
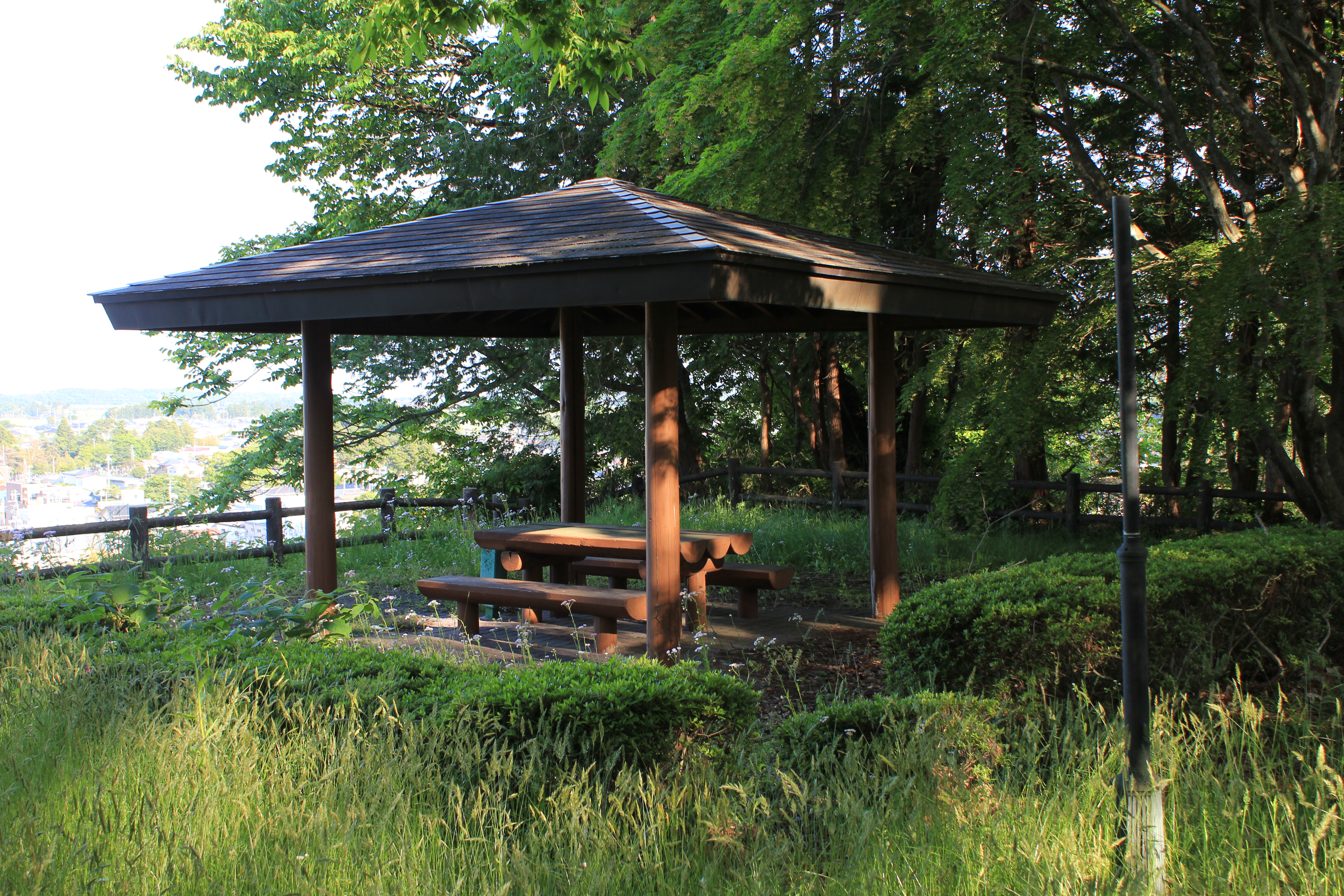
南の腰郭跡
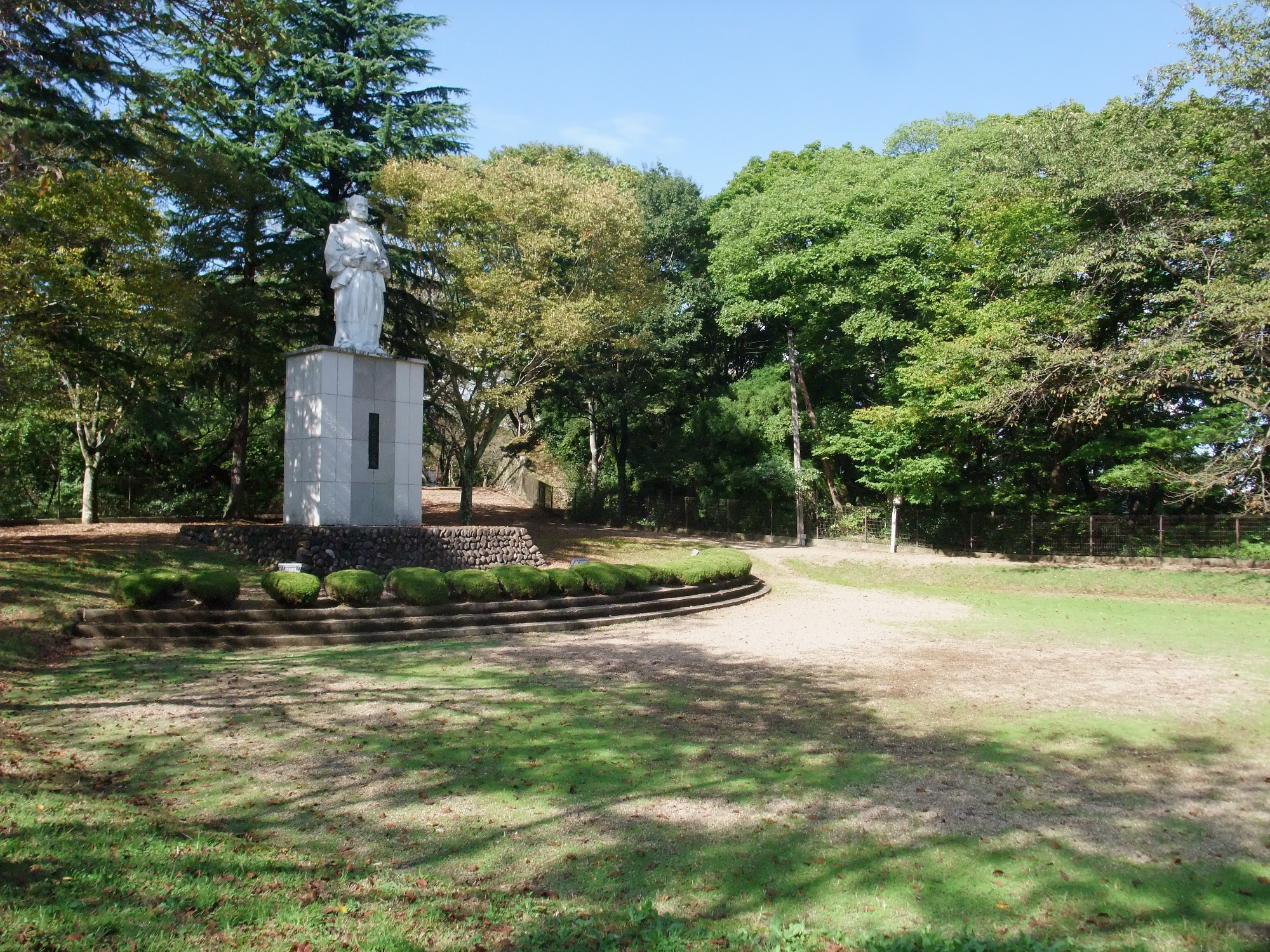
西の腰郭跡
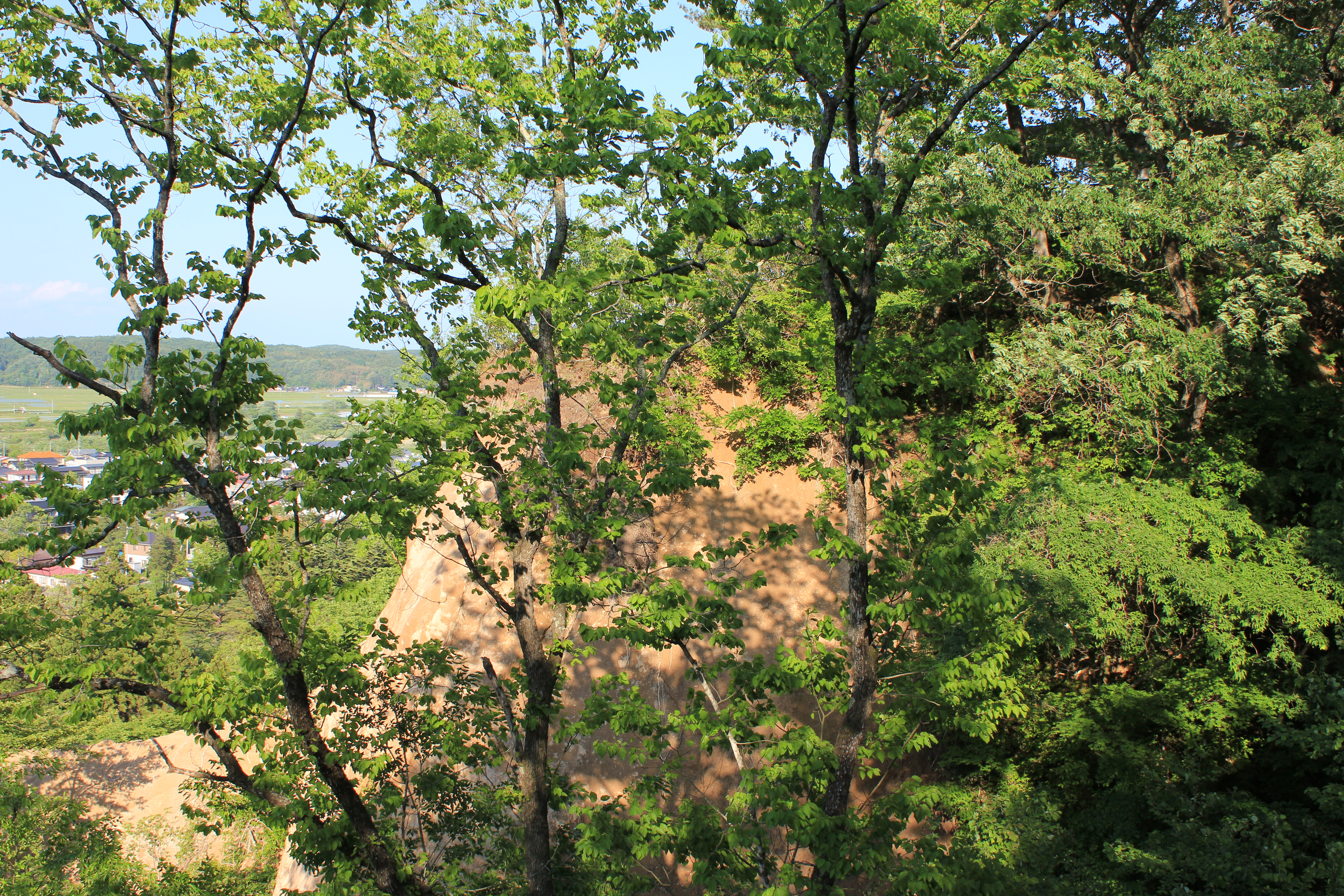
北の物見跡